# كيم هي جا
كيم هي جا (بالكورية: 김혜자)‏ (مواليد 25 أكتوبر 1941) هي ممثلة كورية جنوبية. اشتهرت بدور الأم النموذجية في المسلسلات الكورية الجنوبية. نالت كيم استحسان النقاد الدوليين في فيلم الإثارة والتشويق الأم عام 2009.

## حياتها
ولدت كيم هي جا في 25 أكتوبر 1941، في كيجو، مقاطعة كيكي، كوريا، إمبراطورية اليابان (مقاطعة غيونغي حاليًا، سول، كوريا الجنوبية).
كانت كيم تدرس الفن في جامعة إيهوا للإناث عندما تركت الكلية لمتابعة مهنة التمثيل.

## مسيرتها
ظهرت كيم لأول مرة كممثلة في عام 1963، واستمرت في التمثيل في أكثر من 90 مسلسل دراما تلفزيونية. يُعد مسلسل "مذكرات الريف"، الذي ظهرت فيه لمدة 22 عامًا، ملحوظًا بشكل خاص لأنه جعل كيم اسمًا مألوفًا وعزز صورتها بين الجماهير الكورية الجنوبية كأم مبدعة ومحبة بلا شروط وتضحي بنفسها. وبسبب هذه الشخصية، وظفتها شركة سي جيه تشيل جيدانغ للترويج لمنتجاتها والظهور في إعلاناتها لمدة 30 عامًا تقريبًا، من عام 1975 إلى عام 2002.
على الرغم من فوزها بجائزة أفضل ممثلة في مهرجان مانيلا السينمائي الدولي عام 1983 عن فيلم "أواخر الخريف" وظهورها أحيانًا في المسرحيات، إلا أن كيم كانت الأكثر نشاطًا في التلفزيون لمدة أربعة عقود. وهي تحمل الرقم القياسي في الفوز بجائزة دايسانغ ("الجائزة الكبرى" أو أعلى جائزة) في جوائز إم بي سي للدراما أكبر عدد من المرات (3): في أعوام 1988 و1992 و1999. كيم هي الشخص الأول والوحيد الذي فاز بجائزة دايسانغ أربع مرات في جوائز بايكسانغ للفنون: في أعوام 1979 و1989 و2009 و2019.
مع تقدم كيم في السن، أعربت عن خيبة أملها في تهميشها في أدوارًا ثانوية. وفي عام 2008، اختارها كاتب السيناريو كيم سو هيون في الدور الرئيسي لامرأة تعلن مقاطعة أسرتها لمدة عام بعد أن أمضت عقودًا كربة منزل تعتني بأطفالها الثلاثة وزوجها وحماتها الأرمل، في مسلسل "أمي غاضبة للغاية". تحررت شخصية كيم من دور الأم النمطي في الدراما الكورية، لرغبتها في الاستقلال، وتبين أن المخاوف الأولية من أن المشاهدين لن يتقبلوها لا أساس لها من الصحة، حيث سجل المسلسل نسبة مشاهدة قصوى بلغت 42.7٪.
في عام 2009، شهد نقطة تحول أخرى في مسيرة كيم المهنية، عندما تم اختيارها في أول فيلم لها بعد عقد من الزمن. كان المخرج بونغ جون هو معجبًا بكيم لفترة طويلة، وقال إنه أراد صنع فيلم يتمحور حول الممثلة المخضرمة، ثم خطر بباله أن كونها رمزًا وطنيًا للأمومة قد يكون عبئًا على كيم بقدر ما هو شرف. لذلك قرر صياغة دور من شأنه أن يعرض مواهب كيم ويصور ثنائية الأمومة، وأمضى أربع سنوات في إقناعها بقبول الدور. في فيلم الأم، فاجأت كيم الجماهير الكورية بأدائها كأم عزباء في منتصف العمر تحب ابنها المعاق ذهنيًا بشكل مهووس وتنطلق لإثبات براءته عندما يُتهم بالقتل. قال بونغ إنه كان سيتخلى عن المشروع إذا لم تقبل كيم عرضه، "بدون كيم هي جا، لن توجد الأم". ردت كيم على الإطراء قائلة إن بونغ ساعدها "في إعادة تنشيط جميع الخلايا التي كانت خاملة في جسدها". تلقى الفيلم استحسانًا نقديًا من الجماهير المحلية ومهرجانات الأفلام الدولية، وفازت كيم بالعديد من جوائز التمثيل. كانت أول ممثلة كورية تفوز بجائزة أفضل ممثلة من قبل جمعية نقاد السينما في لوس أنجلوس.

## أنشطة أخرى
كانت كيم سفيرة للنوايا الحسنة لمنظمة الرؤية العالمية منذ عام 1991. وزارت مخيمات اللاجئين في المناطق التي مزقتها الحرب والفقر في أكثر من 20 دولة حول العالم، بما في ذلك إثيوبيا وكينيا والهند وبنغلاديش وسيراليون، وترعى 103 طفل من البلدان النامية. في عام 2004، كتبت ونشرت كتابًا يعتمد على تجاربها بعنوان "لا تضرب أحدًا، حتى بالزهور"، وتبرعت بجميع عائدات مبيعاته للأطفال المحرومين في كوريا الشمالية.
في مارس 2023، تبرعت كيم بمبلغ 100 مليون وون لمساعدة ضحايا زلزال تركيا وسوريا عام 2023، من خلال منظمة الرؤية العالمية.

## الأعمال

### أفلام
| السنة | الفيلم | الدور |
| ----- | ------ | ----- |
| 2009  | الأم   | الأم  |

### مسلسلات
| السنة     | العنوان        | الدور           |
| --------- | -------------- | --------------- |
| 2002-1980 | مذكرات الريف   | زوجة الرئيس كيم |
| 2019      | النور في عينيك | كيم هي جا       |
| 2022      | البلوز خاصتنا  | كانغ أوك دونغ   |

## الجوائز والترشيحات
| السنة | الجائزة                                           | الفئة                                    | العمل                   | النتيجة  |
| ----- | ------------------------------------------------- | ---------------------------------------- | ----------------------- | -------- |
| 1966  | جوائز بايكسانغ للفنون الـ2                        | أفضل ممثلة جديدة (تلفزيون)               |                         | فوز      |
| 1976  | جوائز بايكسانغ للفنون الـ12                       | أفضل ممثلة (تلفزيون)                     | مذكرات العروس           | فوز      |
| 1978  | جوائز بايكسانغ للفنون الـ14                       | أفضل ممثلة (تلفزيون)                     | أنت                     | فوز      |
| 1979  | جوائز بايكسانغ للفنون الـ15                       | الجائزة الكبرى (الديسانغ) للتلفزيون      | أنا أبيع السعادة        | فوز      |
| 1979  | جوائز بايكسانغ للفنون الـ15                       | أفضل ممثلة (تلفزيون)                     | أنا أبيع السعادة        | فوز      |
| 1982  | جوائز الناقوس الكبرى الـ21                        | أفضل ممثلة                               | أواخر الخريف            | رُشِّح      |
| 1983  | مهرجان مانيلا السينمائي الدولي الثاني             | أفضل ممثلة                               | أواخر الخريف            | فوز      |
| 1988  | جوائز دونغ-آ المسرحي الـ24                        | أفضل ممثلة                               | 19 و 80                 | فوز      |
| 1988  | جوائز إم بي سي للدراما                            | الجائزة الكبرى (ديسانغ)                  | قلعة الرمل              | فوز      |
| 1989  | جوائز البث الكوري السادس عشر                      | أفضل ممثلة                               | ضباب الشتاء             | فوز      |
| 1989  | جوائز بايكسانغ للفنون الـ25                       | الجائزة الكبرى (الديسانغ) للتلفزيون      | ضباب الشتاء، قلعة الرمل | فوز      |
| 1989  | جوائز بايكسانغ للفنون الـ25                       | أفضل ممثلة (تلفزيون)                     | ضباب الشتاء، قلعة الرمل | فوز      |
| 1992  | جوائز إم بي سي للدراما                            | الجائزة الكبرى (ديسانغ)                  | ما هو الحب؟             | فوز      |
| 1996  | اختيار المستهلكين لجمعية المعلنين في كوريا الـ4   | جائزة النموذج الجيد                      | —                       | فوز      |
| 1999  | جوائز الناقوس الكبرى الـ36                        | أفضل ممثلة                               | مايونيز                 | رُشِّح      |
| 1999  | يوم الرعاية الاجتماعية الأول                      | توصية رئاسية                             | —                       | فوز      |
| 1999  | جوائز إم بي سي للدراما                            | الجائزة الكبرى (ديسانغ)                  | الورود وبراعم الفاصوليا | فوز      |
| 1999  | جوائز إليزابيث أردن الـ1                          | متلقي                                    | —                       | فوز      |
| 2002  | قاعة مشاهير إم بي سي                              | متلقي                                    |                         | فوز      |
| 2003  | جائزة ويام جانغ جي يون الـ14                      | متلقي                                    | —                       | فوز      |
| 2003  | النجمة الثانية                                    | متلقي                                    | —                       | فوز      |
| 2003  | الجائزة النسوية الأولى في الثقافة الشعبية والفنون | متلقي                                    | —                       | فوز      |
| 2008  | جوائز دراما كي بي إس                              | الجائزة الكبرى (ديسانغ)                  | أمي غاضبة للغاية        | فوز      |
| 2008  | جوائز دراما كي بي إس                              | جائزة التميز لأفضل ممثلة                 | أمي غاضبة للغاية        | رُشِّح      |
| 2009  | جوائز بايكسانغ للفنون الـ24                       | الجائزة الكبرى (الديسانغ) للتلفزيون      | أمي غاضبة للغاية        | فوز      |
| 2009  | جوائز بايكسانغ للفنون الـ24                       | أفضل ممثلة (تلفزيون)                     | أمي غاضبة للغاية        | رُشِّح      |
| 2009  | جوائز أيقونة الأسلوب الـ2                         | جائزة المشاركة الجميلة                   | —                       | فوز      |
| 2009  | مهرجان الديك الذهبي والمئة زهرة السينمائي         | أفضل ممثلة في فيلم أجنبي                 | الأم                    | فوز      |
| 2009  | جوائز الشاشة الآسيوية والمحيط الهادئ الـ3         | أفضل ممثلة                               | الأم                    | فوز      |
| 2009  | جوائز أفلام التنين الأزرق الـ30                   | أفضل ممثلة رئيسية                        | الأم                    | رُشِّح      |
| 2009  | جوائز نقاد السينما في بوسان الـ10                 | أفضل ممثلة                               | الأم                    | فوز      |
| 2009  | جوائز جمعية نقاد السينما الكورية الـ29            | أفضل ممثلة                               | الأم                    | فوز      |
| 2009  | جوائز بيل السينمائي الـ18                         | أفضل ممثلة                               | الأم                    | فوز      |
| 2009  | جوائز الناقوس الكبرى الـ46                        | أفضل ممثلة                               | الأم                    | رُشِّح      |
| 2009  | جوائز نخة المخرج الـ12                            | أفضل ممثلة                               | الأم                    | فوز      |
| 2009  | جوائز المرأة في السينما الكورية الـ10             | أفضل ممثلة                               | الأم                    | فوز      |
| 2009  | جوائز سينما 21                                    | أفضل ممثلة                               | الأم                    | فوز      |
| 2010  | جوائز جمعية نقاد السينما الآسيوية                 | أفضل ممثلة                               | الأم                    | فوز      |
| 2010  | جوائز كوفرا فيلم الأول                            | أفضل ممثلة                               | الأم                    | فوز      |
| 2010  | جوائز ماكس للأفلام                                | أفضل ممثلة                               | الأم                    |          |
| 2010  | استطلاع رأي النقاد                                | أفضل ممثلة                               | الأم                    | المركز 5 |
| 2010  | اتطلاع رأي فيلج فويز                              | أفضل ممثلة                               | الأم                    | المركز 3 |
| 2010  | دائرة دبلن لنقاد السينما                          | أفضل ممثلة                               | الأم                    | المركز 5 |
| 2010  | جوائز الأفلام الآسيوية الـ4                       | أفضل ممثلة                               | الأم                    | فوز      |
| 2010  | جوائز بايكسانغ للفنون الـ46                       | أفضل ممثلة (فيلم)                        | الأم                    | رُشِّح      |
| 2010  | جمعية نقاد السينما في لوس أنجلوس                  | أفضل ممثلة                               | الأم                    | فوز      |
| 2010  | جوائز جمعية نقاد السينما عبر الإنترنت             | أفضل ممثلة                               | الأم                    | رُشِّح      |
| 2010  | منظمة الرؤية العالمية                             | جائزة خاصة                               | —                       | فوز      |
| 2011  | جوائز كلوترديس الـ17                              | أفضل ممثلة                               | الأم                    | فوز      |
| 2011  | جوائز الفنانين الجميلين الأولى                    | متلقي                                    | —                       | فوز      |
| 2011  | جائزة سيجونغ الثقافية الثلاثون                    | فئة التطوع الاجتماعي                     | —                       | فوز      |
| 2014  | جوائز التذكرة الذهبية الـ9                        | أفضل ممثلة في مسرحية                     | أوسكار، رسائل إلى الله  | فوز      |
| 2015  | جوائز بيل السينمائي الـ24                         | أفضل ممثلة مساعدة                        | كيف تسرق كلب            | رُشِّح      |
| 2015  | جوائز الناقوس الكبرى الـ52                        | أفضل ممثلة مساعدة                        | كيف تسرق كلب            | رُشِّح      |
| 2015  | جوائز دراما كي بي إس                              | جائزة التميز لأفضل ممثلة                 | سيدات غير لطيفات        | رُشِّح      |
| 2015  | جوائز دراما كي بي إس                              | جائزة التميز لأفضل ممثلة في دراما متوسطة | سيدات غير لطيفات        | رُشِّح      |
| 2015  | جوائز دراما كي بي إس                              | جائزة بي دي                              | سيدات غير لطيفات        | فوز      |
| 2015  | جوائز كاري للدراما الكورية الـ4                   | أفضل ممثلة مساعدة                        | سيدات غير لطيفات        | فوز      |
| 2016  | جوائز tvN10                                       | أفضل ممثلة                               | أصدقائي الأعزاء         | رُشِّح      |
| 2019  | جوائز بايكسانغ للفنون الـ55                       | الجائزة الكبرى (الديسانغ) للتلفزيون      | النور في عينيك          | فوز      |
| 2019  | جوائز بايكسانغ للفنون الـ55                       | أفضل ممثلة (تلفزيون)                     | النور في عينيك          | رُشِّح      |
| 2019  | جوائز التلفزيون الآسيوي الـ24                     | أفضل ممثلة في دور رئيسي                  | النور في عينيك          | رُشِّح      |

## روابط خارجية
- كيم هي جا على موقع IMDb (الإنجليزية)
- كيم هي جا على موقع قاعدة بيانات الفيلم (الإنجليزية)